# Yadana Dewi
Yadana Dewi (tiếng Miến Điện: ရတနာ ဒေဝီ, phát âm [jədənà dèwì]) là một trong số năm hậu cung hoàng hậu của vua Mingyi Nyo nhà Toungoo, mẹ của hoàng hậu Atula Thiri Maha Yaza Dewi, chính cung hoàng hậu của vua Bayinnaung. Bà là con gái của saopha (quận công) xứ Mong Pai (Mobye). Tên sinh thời của bà là Khin Nwe (ခင်နွယ်ခင်နွယ်) theo các biên niên sử tiêu chuẩn, hay Khin Hnin Nwe (ခင်နှင်းနွယ်ခင်နှင်းနွယ်), theo cuốn biên niên Toungoo Yazawin.

## Thư tịch học
- Sein Lwin Lay, Kahtika U (1968). Mintaya Shwe Hti and Bayinnaung: Ketumadi Taungoo Yazawin (bằng tiếng Miến Điện) (ấn bản thứ 2). Yangon: Yan Aung Sarpay.